# Катастрофа L-1011 в Эр-Рияде
Катастрофа L-1011 в Эр-Рияде — крупная авиационная катастрофа, произошедшая во вторник 19 августа 1980 года. Авиалайнер Lockheed L-1011-385-1-15 TriStar 200 авиакомпании Saudi Arabian Airlines выполнял плановый рейс SVA163 по маршруту Карачи—Эр-Рияд—Джидда, но через 7 минут после вылета из Эр-Рияда на его борту начался пожар. Экипаж сумел совершить вынужденную посадку в аэропорту Эр-Рияда, но аварийные службы аэропорта открыли дверь в пассажирский салон только через 23 минуты после приземления самолёта. В результате задержки эвакуации лайнер выгорел полностью, погибли все находившиеся на его борту 301 человек — 287 пассажиров и 14 членов экипажа.
На 2024 год катастрофа рейса 163 остается крупнейшей в истории Ближнего Востока. Также это восьмая из 100 крупнейших авиакатастроф в истории авиации (по числу погибших) и вторая в истории гражданской авиации Саудовской Аравии (после катастрофы рейса SVA763, 312 погибших).

## Сведения о рейсе 163

### Самолёт
Lockheed L-1011-381-1-15 TriStar 200 (регистрационный номер HZ-AHK, серийный 1169) был выпущен в 1979 году (первый полёт совершил 13 июля). 21 августа того же года был передан авиакомпании Saudi Arabian Airlines. Оснащён тремя турбовентиляторными двигателями Rolls-Royce RB211-524B2-02. На день катастрофы совершил 1718 циклов «взлёт-посадка» и налетал 2948 часов.

### Экипаж и пассажиры
Самолётом управлял опытный экипаж, состав которого был таким:
- Командир воздушного судна (КВС) — 38-летний Мухаммед Али Ховитер (англ. Mohammed Ali Khowyter), саудовец. Опытный пилот, проработал в авиакомпании Saudi Arabian Airlines 14 лет и 10 месяцев (с октября 1965 года). Управлял самолётами Douglas DC-3, DC-4, McDonnell Douglas DC-9, Boeing 707 и Boeing 737. В должности командира Lockheed L-1011 TriStar — с 31 января 1980 года. Налетал 7674 часа, 388 из них на L-1011.
- Второй пилот — 26-летний Сами Абдулла М. Хасанэйн (англ. Sami Abdullah M. Hasanain), саудовец. Опытный пилот, проработал в авиакомпании Saudi Arabian Airlines 2 года и 11 месяцев (с сентября 1977 года). В качестве второго пилота управлял самолётом Boeing 737. В должности второго пилота Lockheed L-1011 TriStar — с 7 августа 1980 года. Налетал 1615 часов, 125 из них на L-1011.
- Бортинженер — 42-летний Брэдли Кёртис (англ. Bradley Curtis), американец. Проработал в авиакомпании Saudi Arabian Airlines 6 лет (с августа 1974 года). Управлял самолётами Douglas DC-3 (КВС), Boeing 737 (вторым пилотом) и Boeing 707 (бортинженером). В должности бортинженера Lockheed L-1011 TriStar — со 2 мая 1980 года. Налетал 650 часов, 157 из них на L-1011.

В салоне самолёта работали 11 бортпроводников:
- Фатима Суппиало Фрэнсис (англ. Fatima Suppialo Francis), 26 лет — старший бортпроводник.
- Абден Шафер Аль Рахман (англ. Abden Jafer Al Rahman), 27 лет.
- Зорайда Хернандес (англ. Zorayda Hernandes), 24 года.
- Фауция Сайфуддин (англ. Fauzia Saifuddin), 24 года.
- Эллен Баутиста (англ. Ellen Bautista), 23 года.
- Рита Зулуета (англ. Rita Zulueta), 26 лет.
- Маргарита Сармиенто (англ. Margarita Sarmiento), 23 года.
- Лорна Баутиста (англ. Lorna Bautista), 22 года.
- Элис Манало (англ. Alice Manalo), 23 года.
- Андалиб Масуд (англ. Anndaleeb Masood), 20 лет.
- Луиза Хендерсон (англ. Louise Henderson), 21 год.

| Гражданство людей на борту | Гражданство людей на борту | Гражданство людей на борту | Гражданство людей на борту |
| Гражданство                | Пассажиры                  | Экипаж                     | Всего                      |
| -------------------------- | -------------------------- | -------------------------- | -------------------------- |
| Саудовская Аравия          | 151                        | 3                          | 154                        |
| Пакистан                   | 82                         | 3                          | 85                         |
| Иран                       | 32                         | 0                          | 32                         |
| Филиппины                  | 0                          | 6                          | 6                          |
| Республика Корея           | 4                          | 0                          | 4                          |
| Великобритания             | 3                          | 1                          | 4                          |
| США                        | 2                          | 1                          | 3                          |
| Таиланд                    | 2                          | 0                          | 2                          |
| Бельгия                    | 2                          | 0                          | 2                          |
| Египет                     | 1                          | 0                          | 1                          |
| Бангладеш                  | 1                          | 0                          | 1                          |
| Канада                     | 1                          | 0                          | 1                          |
| Франция                    | 1                          | 0                          | 1                          |
| ФРГ                        | 1                          | 0                          | 1                          |
| Италия                     | 1                          | 0                          | 1                          |
| Судан                      | 1                          | 0                          | 1                          |
| Алжир                      | 1                          | 0                          | 1                          |
| Финляндия                  | 1                          | 0                          | 1                          |
| Ирландия                   | 1                          | 0                          | 1                          |
| Нидерланды                 | 1                          | 0                          | 1                          |
| Япония                     | 1                          | 0                          | 1                          |
| Всего                      | 287                        | 14                         | 301                        |

Всего на борту самолёта находился 301 человек — 14 членов экипажа и 287 пассажиров.

## Хронология событий

### Вылет из Эр-Рияда, пожар на борту
В 16:06 UTC Lockheed L-1011-385-1-15 TriStar 200 борт HZ-AHK приземлился в Эр-Рияде после вылета из Карачи.
В 18:08 UTC рейс SVA163 вылетел из Эр-Рияда и взял курс на Джидду. Через 7 минут после взлёта (в 18:15), когда лайнер набирал высоту 6700 метров, в кабине экипажа сработала автоматическая сигнализация «ПОЖАР В ЗАДНЕМ ГРУЗОВОМ ОТСЕКЕ», а также в двигателе №2. Бортинженер сообщил о проблеме командиру, который принял решение вернуться в Эр-Рияд и совершить аварийную посадку. Когда самолёт находился в 80 километрах от аэропорта Джидды, второй пилот связался с авиадиспетчером, запросив разрешение на вынужденную посадку: 163, намерены вернуться в Рияд. Получив согласие УВД Эр-Рияда, командир отключил двигатель №2 и выполнил разворот на обратный курс в аэропорт вылета. Пожар в грузовом отсеке тем временем распространялся достаточно быстро. Интенсивное пламя, которое уже вырывалось из-под обшивки фюзеляжа рейса 163, заметили пилоты пролетавшего рядом самолёта.
В то же время экипажу рейса SVA163 не удавалось разобраться в инструкции устранения пожара в грузовом отсеке. Руководство по эксплуатации лайнера Lockheed L-1011 TriStar было написано на английском языке, которым экипаж владел на недостаточном уровне. В итоге пилоты задействовали систему пожаротушения и КВС отправил бортинженера в пассажирский салон для проверки. Вернувшись в кабину, бортинженер сообщил о небольшом задымлении в последнем салоне (в хвостовой части).
При заходе на посадку в Эр-Рияде КВС попросил авиадиспетчера подготовить службы аэропорта для эвакуации пассажиров и тушения пожара. Авиадиспетчер спросил пилотов о количестве людей на борту, на что командир ответил: Похоже, у нас полная загрузка.

### Посадка, катастрофа
В 18:27 в кабину пилотов прибежал бортпроводник и сообщил о драке, которую устроили пассажиры в борьбе за место в передней части салона. Обеспокоенные пассажиры в панике переместились в передний салон, опасаясь ядовитого дыма. Стюардессы пытались заставить пассажиров занять свои места. По внутренней связи КВС попросил людей оставаться на своих местах и приготовиться к аварийной посадке. Несмотря на хаос в пассажирском салоне и нарушение центровки, в 18:36 UTC рейс SVA163 совершил безаварийную посадку в аэропорту Эр-Рияда, но вместо немедленной остановки на ВПП пилоты повернули на рулёжную дорожку, по которой они проехали ещё 2 минуты и 39 секунд. В 18:40 с борта рейса SVA163 пришло последнее сообщение: Пытаемся начать эвакуацию.

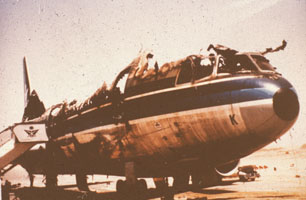
Фотография рейса 163 после катастрофы

По невыясненным причинам экипаж рейса 163 так и не смог открыть ни одну из дверей аварийного выхода. В это время огонь из грузового отсека уже проник в пассажирский салон. Службы аэропорта также не сумели быстро открыть основные выходы; спасателям понадобилось 23 минуты, чтобы разобраться в соответствующей инструкции на английском языке. После того, как в 19:05 UTC службы открыли основную дверь, произошло мгновенное воспламенение, огонь распространился по всему салону и весь самолёт охватило пламя. Через 5 минут пожар был потушен. Лайнер выгорел полностью; уцелели обе консоли крыла с двигателями № 1 и № 3, все три хвостовых стабилизатора, фюзеляж в области крыла и кабина пилотов (частично). В результате промедления с эвакуацией все 287 пассажиров и 14 членов экипажа (301 человек), находившиеся на борту рейса 163, погибли.

## Расследование
Для расследования причин катастрофы рейса SVA163 власти Саудовской Аравии пригласили специалистов из американского Национального совета по безопасности на транспорте (NTSB) и консультантов из британского Отдела по расследованию авиационных происшествий (AAIB).
Представители авиакомпании Saudi Arabian Airlines заявили, что пожарные нашли в салоне самолёта газовую плитку с баллоном бутана, взрыв которого и послужил причиной пожара в заднем грузовом отсеке, но эксперты NTSB и AAIB не согласились с таким заключением. По мнению специалистов AAIB, причиной пожара стала используемая в управлении самолётом огнеопасная гидравлическая жидкость, которая воспламенилась вследствие короткого замыкания в межпереборочном пространстве грузового отсека, в котором переплетаются электропроводка и гидравлические линии.
Сопутствующими факторами катастрофы стали:
- промедление с эвакуацией — службы аэропорта не были подготовлены к подобным аварийным ситуациям и не сумели оперативно выполнить свои обязанности;
- задержка самолёта экипажем на рулевой дорожке вместо немедленной остановки на ВПП после приземления;
- плохое владение аварийными службами аэропорта и экипажем английским языком — это помешало (в частности, аварийным службам) быстро разобраться в инструкции по открыванию основных дверей в салон L-1011 и начать эвакуацию.

Окончательный отчёт расследования был опубликован 16 января 1982 года.
Точная причина гибели пассажиров и членов экипажа в нём не была указана. Вскрытие тел погибших не проводилось, так как по законам ислама хоронить умерших необходимо в день смерти и до захода солнца. Власти Саудовской Аравии строго запретили проводить любые экспертизы и передали тела жертв катастрофы их родственникам. Данные о характере повреждений на телах погибших заносились в протоколы только со слов пожарных аэропорта Эр-Рияда.

## Культурные аспекты
- Катастрофа рейса 163 Saudi Arabian Airlines показана в 24 сезоне канадского документального телесериала Расследования авиакатастроф в серии В огне.
- Также она показана в британской телепередаче Мир в действии в серии Загадка рейса 163 (англ. The Mystery of Flight 163).